# 泰国民族舞蹈

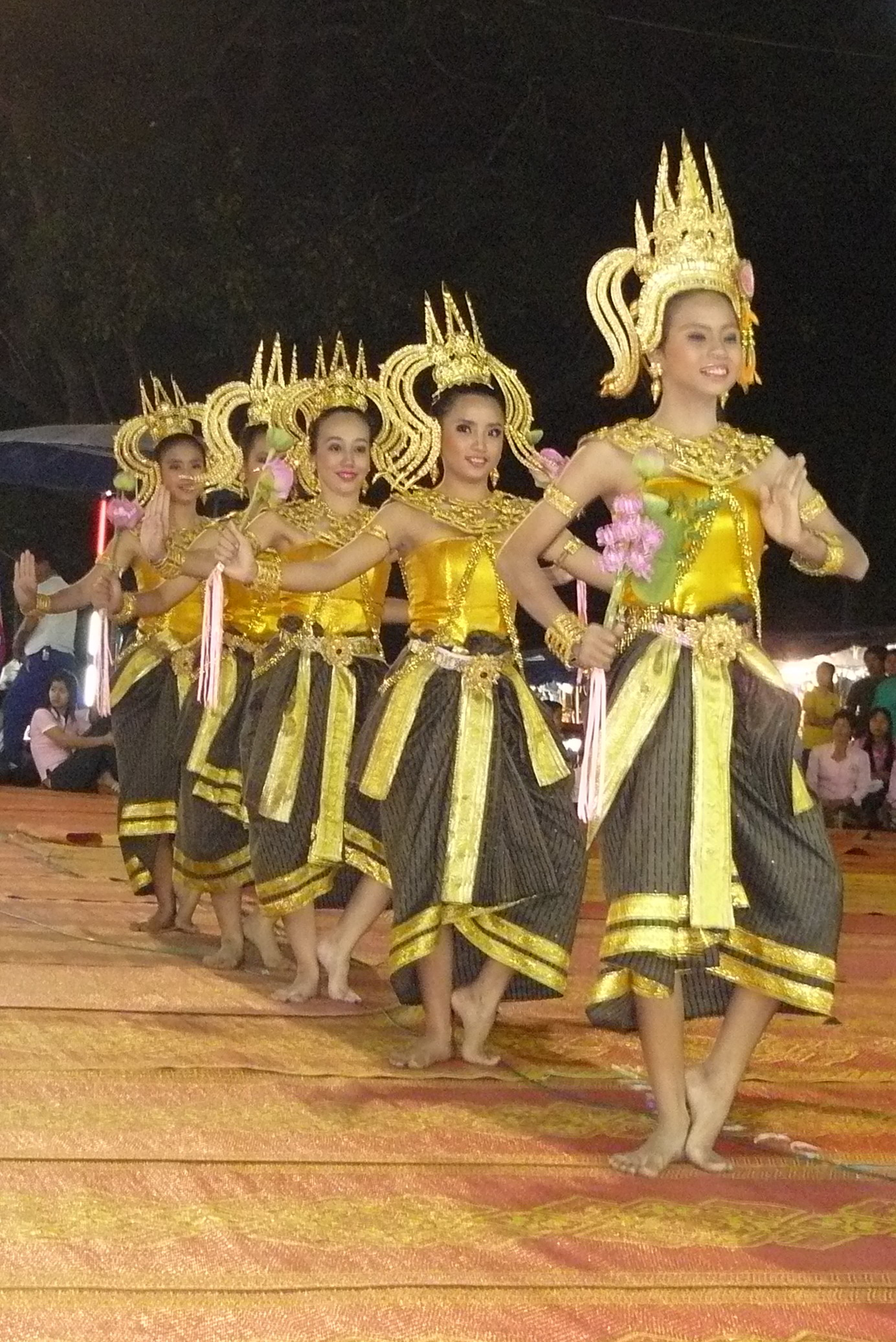

泰國民族舞蹈，指泰國民間流行的各民族具有觀賞性的群眾舞蹈。伴奏主要用鼓、鑼、鈸、拍板、笛、胡琴、蘆笙等樂器，節奏輕快，旋律優美。

## 古典舞
孔剧（又称面具舞、箜劇，泰語：การแสดงโขน）源自北印度高山地區，寺廟祭典和舞蹈的箜劇，在暹羅 阿瑜陀耶王朝屬於宮廷戲劇，當時只有貴族男性才能扮裝登臺的宮廷娛樂，且國王是唯一觀眾，其演出劇本「拉瑪堅(รามเกียรติ์)」是由泰王拉瑪一世（西元1737-1809年）根據印度史詩「羅摩衍那/รามายณะ」撰寫，後由拉瑪二世改編成為流傳至今的經典箜劇本。

## 民間舞蹈
「諾拉人鳥舞」（泰文：มโนราห์/ โนรา； 英文：Menora/ Nora )又稱「瑪諾拉」，流行於泰國南部是泰國舞蹈最古老形式，廣意泛指泰南舞，狹義指起源於南方洛坤府的傳統舞蹈藝術。其主要透過舞者腿部，手臂和手指的緩慢節奏運動來表演。它的特別之處還在於舞者會按照神話故事模仿小鳥的舞姿，並戴上相關道具，因此也有媒體將其稱為「人鳥舞」。
聯合國教科文組織於2021年12月15日正式將泰南「諾拉舞」（Nora)列入非物質文化遺產名錄。

## 地區
- 北部地區：指甲舞、蠟燭舞、南旺舞、孔雀舞、刀舞
- 中部地區：蘭達舞、特騰舞、竹竿舞
- 南部地區：諾拉舞

## 種類
- 婚禮舞：主要表演結婚習俗。
- 農民舞：主要表演婦女們下田插秧的活動。
- 豐收舞：慶祝五穀豐登。
- 蠟燭舞：流行於泰國北部，一般在歡迎國賓及重大的節日晚會上表演。演員為少女，手執蠟燭，表演時舞台燈光微暗，少女們在黑暗中以燭光組成多種圖案。
- 祝福舞：一般在宴會和聯歡後同來賓一起共同歡跳。表演時，男女配對表演，旋轉並揮動手臂，舞姿輕盈。
- 指甲舞：《泰北蘭納傳統指甲舞》，與另一個泰國北部最著名的舞蹈《蠟燭舞》有著密切關聯。「指甲舞」與宗教慶典密不可分，常表演於廟會節慶。通常寺廟活動都會與這種「指甲舞」成一體，因為他們認為參與跳舞本身就是做功德也是跟神靈溝通的一種形式。

## 評價
泰國民族舞蹈以服飾華貴、動作優雅、內涵豐富著稱。泰國各地都有充滿鄉土氣息的民族舞蹈，是構成泰國旅遊業的重要支柱之一。

## 外部連結
- 泰國舞蹈音樂1 （页面存档备份，存于），呂炳川1978年錄製，臺灣音樂館典藏
- 泰國舞蹈音樂2 （页面存档备份，存于），呂炳川1978年錄製，臺灣音樂館典藏